# Красний Яр (Чугуївський район)
Кра́сний Яр —  село в Україні, у Вовчанській міській громаді Чугуївського району Харківської області. Населення становить 25 осіб. До 2020 орган місцевого самоврядування — Різниківська сільська рада.

## Географія
Село Красний Яр знаходиться на початку балки Бударський Яр, по якій протікає пересихаючий струмок. На відстані 1 км знаходиться село Лукашове.

## Історія
1795 рік — засноване як село Горбате.
1927 рік — перейменоване в село Красний Яр.
12 червня 2020 року, відповідно до Розпорядження Кабінету Міністрів України  № 725-р «Про визначення адміністративних центрів та затвердження територій територіальних громад Харківської області», увійшло до складу Вовчанської міської громади.
19 липня 2020 року, в результаті адміністративно-територіальної реформи та ліквідації Вовчанського району, село увійшло до складу Чугуївського району.
22 червня 2023 року рішенням №230 Національної комісії зі стандартів державної мови віднесено до списку населених пунктів, які «можуть не відповідати лексичним нормам української мови», зокрема стосуватися «російської імперської чи колоніальної політики». Громаді рекомендовано обґрунтувати доцільність збереження поточної назви або запропонувати нову назву в установленому законодавством порядку.